# مسكورة (مسكورة)
مسكورة هي إحدى مشيخات المملكة المغربية، تتبع جغرافيا لإقليم سطات وإداريًا لمسكورة. يقدر عدد سكانها بـ 7482 نسمة حسب الإحصاء الرسمي للسكان والسكنى لسنة 2004. تقع على بعد 130 كيلومتر جنوب الدار البيضاء و81كلم جنوب مدينة السطات تتمركز جماعة مسكورة على الطريق االجهوية رقم R305. تضم جماعة مسكورة عدة تعاونيات من بينها تعاونية الناصرية، تعاونية السلام، تعاونية التقدم، تعاونية الخضراء، تعاونية الهلالية، تعاونية أحرار